# Chris Lau
 (août 2023).
Si vous disposez d'ouvrages ou d'articles de référence ou si vous connaissez des sites web de qualité traitant du thème abordé ici, merci de compléter l'article en donnant les références utiles à sa vérifiabilité et en les liant à la section « Notes et références ».
Chris Lau, né le 6 février 1985, est un skieur français spécialiste du télémark. Il est membre du ski-club de Méribel.

## Palmarès
- Meilleure performance sur une épreuve de Coupe du monde : 
  - 2e au classique de Schweitzer Mountain (Idaho) le 12 mars 2006
  - 2e au slalom géant de Meiringen le 20 janvier 2006
  - 3e au sprint de Rjukan (Comté de Telemark) le 25 janvier 2008

- 7e du slalom géant au championnat du monde de télémark de Thyon-les Collons (Valais) le 23 mars 2007
- 13e du classique au championnat du monde de télémark de Thyon le 24 mars 2007
- 14e du sprint au championnat du monde de télémark de Thyon le 21 mars 2007